# Пискляченко Софія Юхимівна
Софія Юхимівна Пискляченко (10 січня 1931, село Ледешня, Климовицький район, Могильовська область) — головний агроном, голова колгоспу «1 Травня» Мстиславського району Могильовської області, Білоруської РСР. Герой Соціалістичної Праці (1971). Депутат Верховної Ради Білоруської РСР.

## Біографія
Народилася 1931 року в селянській родині в селі Ледешня. В 1951 році закінчила середню школу і вступила на навчання в Білоруську сільськогосподарську академію, яку закінчила в 1956 році. З 1958 року — головний агроном колгоспу «1 травня» Мстиславського району.
Використовувала передові агрономічні методи, нові сорти зернових і технічних культур і побудувала систему меліорації на занедбаних полях, в результаті чого значно зріс урожай зернових і продуктивність тваринництва. Перша в районі впровадила вирощування кукурудзи. За її ініціативою колгосп ввів бригадний госпрозрахунок. Указом Президії Верховної Ради СРСР від 8 квітня 1971 року за видатні успіхи, досягнуті в розвитку сільськогосподарського виробництва і виконання п'ятирічного плану продажу державі продуктів землеробства і тваринництва удостоєна звання Героя Соціалістичної Праці з врученням ордена Леніна і золотої медалі «Серп і Молот».
У 1974 році обрана головою колгоспу «1 травня» Мстиславського району та з 1979 року — службовець Інспекції по закупівлі і якості сільськогосподарської продукції по Могильовській області.
Обиралася депутатом Верховної Ради Білоруської РСР 9-го скликання (1975-1980).
У 1990 році переїхала в Петродворець.

## Нагороди
- Орден Леніна
- Орден Жовтневої Революції (27.12.1976)
- Орден Трудового Червоного Прапора (30.04.1966)